# Le Tanu
Le Tanu és un municipi francès situat al departament de la Manche i a la regió de Normandia. L'any 2007 tenia 329 habitants.

## Demografia

### Població
El 2007 la població de fet de Le Tanu era de 329 persones. Hi havia 126 famílies de les quals 36 eren unipersonals (12 homes vivint sols i 24 dones vivint soles), 39 parelles sense fills i 51 parelles amb fills.
La població ha evolucionat segons el següent gràfic:
Habitants censats

### Habitatges
El 2007 hi havia 197 habitatges, 136 eren l'habitatge principal de la família, 44 eren segones residències i 17 estaven desocupats. Tots els 194 habitatges eren cases. Dels 136 habitatges principals, 113 estaven ocupats pels seus propietaris, 22 estaven llogats i ocupats pels llogaters i 2 estaven cedits a títol gratuït; 3 tenien una cambra, 8 en tenien dues, 21 en tenien tres, 43 en tenien quatre i 62 en tenien cinc o més. 119 habitatges disposaven pel capbaix d'una plaça de pàrquing. A 53 habitatges hi havia un automòbil i a 73 n'hi havia dos o més.

### Piràmide de població
La piràmide de població per edats i sexe el 2009 era:
| Homes | Edats   | Dones |
| ----- | ------- | ----- |
| 0     | 95 o +  | 0     |
| 0     | 90 a 94 | 0     |
| 0     | 85 a 89 | 8     |
| 0     | 80 a 84 | 0     |
| 4     | 75 a 79 | 12    |
| 12    | 70 a 74 | 8     |
| 4     | 65 a 69 | 8     |
| 12    | 60 a 64 | 20    |
| 8     | 55 a 59 | 8     |
| 0     | 50 a 54 | 4     |
| 4     | 45 a 49 | 0     |
| 16    | 40 a 44 | 12    |
| 16    | 35 a 39 | 12    |
| 12    | 30 a 34 | 12    |
| 0     | 25 a 29 | 8     |
| 0     | 20 a 24 | 0     |
| 12    | 15 a 19 | 8     |
| 12    | 10 a 14 | 12    |
| 12    | 5 a 9   | 16    |
| 8     | 0 a 4   | 12    |

## Economia
El 2007 la població en edat de treballar era de 195 persones, 155 eren actives i 40 eren inactives. De les 155 persones actives 147 estaven ocupades (79 homes i 68 dones) i 9 estaven aturades (2 homes i 7 dones). De les 40 persones inactives 16 estaven jubilades, 12 estaven estudiant i 12 estaven classificades com a «altres inactius».

### Ingressos
El 2009 a Le Tanu hi havia 137 unitats fiscals que integraven 346 persones, la mediana anual d'ingressos fiscals per persona era de 14.155 €.

### Activitats econòmiques
Dels 9 establiments que hi havia el 2007, 3 eren d'empreses de construcció, 3 d'empreses de comerç i reparació d'automòbils, 1 d'una empresa immobiliària, 1 d'una entitat de l'administració pública i 1 d'una empresa classificada com a «altres activitats de serveis».
Dels 4 establiments de servei als particulars que hi havia el 2009, 1 era un paleta, 2 fusteries i 1 perruqueria.
L'any 2000 a Le Tanu hi havia 44 explotacions agrícoles que ocupaven un total de 490 hectàrees.

## Poblacions més properes
El següent diagrama mostra les poblacions més properes.